# Ottogi
Ottogi Co., Ltd. (주식회사 오뚜기?, Jusikhoesa OttogiLR) è un'azienda alimentare sudcoreana con sede a Anyang, Gyeonggi-do. È stata fondata nel 1969.